# Krajevna skupnost Dobliče
Krajevna skupnost Dobliče iz občine Črnomelj po podatkih SURS-a iz leta 2019 šteje 503 prebivalce. Sestavljajo jo naslednje vasi in naselja: Dobliče, Grič pri Dobličah, Doblička Gora, Jerneja vas, Bistrica, Miklarji in Jelševnik.